# Laudio/Llodio
Laudio/Llodio là một đô thị trong tỉnh Álava, thuộc Xứ Basque, phía bắc Tây Ban Nha. Laudio trong Tiếng Basque và Llodio trong Spanish.